# International Opera Awards 2024
Die International Opera Awards 2024 sind die elfte Verleihung der International Opera Awards. Die Nominierungen wurden Anfang September 2024 bekanntgegeben, die Verleihung fand am 2. Oktober 2024 im Prinzregententheater in München statt. Als Juryvorsitzender fungierte Opernredakteur John Allison.

## Preisträger und Nominierte 2024
| Kategorie                    | Preisträger                                                                            | Weitere Nominierte |
| ---------------------------- | -------------------------------------------------------------------------------------- | --- |
| Sänger                       | Benjamin Bernheim                                                                      | - Cyrille Dubois - Gerald Finley - Pene Pati - Jonathan Tetelman - Klaus Florian Vogt |
| Sängerin                     | Lisette Oropesa                                                                        | - Elsa Dreisig - Rosa Feola - Aleksandra Kurzak - Anna Pirozzi - Adela Zaharia |
| Dirigent                     | Simone Young                                                                           | - Thomas Guggeis - Emmanuelle Haïm - Enrique Mazzola - Carlo Rizzi - Christophe Rousset |
| Regie                        | Christof Loy                                                                           | - Claus Guth - Jetske Mijnssen - Louisa Muller - Marie-Eve Signeyrole - Benedikt von Peter |
| Ausstattung                  | Rufus Didwiszus                                                                        | - Gideon Davey - Anna-Sofia Kirsch - Etienne Pluss - Rebecca Ringst - Paul Zoller |
|                              |                                                                                        | |
| Opernhaus                    | Komische Oper Berlin                                                                   | - Nationaltheater Prag - Opéra national du Rhin - Opera Philadelphia - Opéra Royal de Wallonie-Liège - Wiener Staatsoper |
| Festival                     | Savonlinna Opera Festival                                                              | - Buxton International Festival - Des Moines Metro Opera - Garsington Opera - Smetana Opera Cycle Ostrava - Tiroler Festspiele Erl |
|                              |                                                                                        | |
| Neuinszenierung              | Christoph Willibald Gluck: Iphigénie en Aulide / en Tauride Festival d’Aix/Tcherniakov | - Giuseppe Verdi: Don Carlos (Grand Théâtre de Genève/Steier) - Thomas Adès: The Exterminating Angel (Opéra national de Paris/Bieito) - Modest Mussorgski: Khovanshchina (Staatsoper Berlin/Guth) - Richard Wagner: Die Meistersinger von Nürnberg (Teatro Real/Pelly) - Benjamin Britten: Death in Venice (Welsh National Opera/Fuchs) |
| Wiederentdeckung             | Antonio Salieri: Kublai Khan MusikTheater an der Wien                                  | - Granville Bantock: The Seal-Woman (Scots Opera Project) - Thea Musgrave: Mary, Queen of Scots (Oper Leipzig) - Ethel Smyth: Der Wald (Oper Wuppertal) - Roman Haubenstock-Ramati: Amerika (Opernhaus Zürich) - Carolina Uccelli: Anna di Resburgo (Teatro Nuovo) - Augusta Holmès: La montagne noire (Oper Dortmund) - Camille Erlanger: L’aube rouge (Wexford Festival Opera) |
| Uraufführung                 | Péter Eötvös: Valuska Ungarische Staatsoper                                            | - Joby Talbot: The Diving Bell & the Butterfly (The Dallas Opera) - Bernard Foccroulle: Cassandra (La Monnaie De Munt) - Ľubica Čekovská: Here I am, Orlando (National Theatre Brno) - Julien Bilodeau: La Reine-garçon (Opéra de Montréal) - Rene Orth: 10 Days in a Madhouse (Opera Philadelphia) - Gregory Spears: The Righteous (Santa Fe Opera) - Detlev Glanert: Die Jüdin von Toledo (Semperoper Dresden) - Alberto Carretero: La Bella Susona (Teatro de la Maestranza) - María Luisa Manchado Torres: La Regenta (Teatro Real) |
|                              |                                                                                        | |
| Aufnahme (vollständige Oper) | Louise Bertin: Fausto (Bru Zane)                                                       | - Gaetano Donizetti: L’esule di Roma (Opera Rara) - Rued Langgaard: Antikrist (Naxos) - Jean-Baptiste Lully: Thésée (Aparte) - John Adams: Girls of the Golden West (Nonesuch) - Giacomo Meyerbeer: Le prophète (LSO Live) |
| Aufnahme (Recital)           | Michael Spyres: In the Shadows (Erato)                                                 | - Aigul Akhmetshina: Aigul (Decca) - Golda Schultz: Mozart, You Drive Me Crazy! (Alpha) - Marina Viotti: Mezzo Mozart (Aparte) - Reinoud van Mechelen: Legros, Haute-Contre de Gluck (Alpha) - Saioa Hernandez: Il verismo d'oro (EuroArts) |
|                              |                                                                                        | |
| Rising Star                  | Justin Austin Arnheiður Eiríksdóttir                                                   | - Charlotte Corderoy - Duke Kim - Katia Ledoux - Anthony León - Marina Monzó - Yaroslav Shemet - William Guanbo Su - Jasmin White |
| Reader’s Award               | Arturo Chacón Cruz                                                                     | - Xabier Anduaga - Ekaterina Bakanova - Piotr Beczała - Sara Blanch - Asmik Grigorian - Ermonela Jaho - Ludovic Tézier |
| Nachhaltigkeit               | Finnish National Opera                                                                 | - ARVIVA: Arts vivants, arts durables - INSPIRE Project (Erasmus+) - Opera North: Green Season - Santa Fe Opera - Wild Arts |
| Equal Opportunities & Impact | Opera For Peace                                                                        | - Asian Opera Alliance - Northern Ireland Opera - Opera Columbus: Crane Directing Fellowship - Streetwise Opera - Teatro Regio di Parma: Manifesto Etico |
| Leadership                   | Christina Scheppelmann                                                                 | |
| Lifetime Achievement         | José van Dam                                                                           | |
| Philanthropy                 | Stavros Niarchos Foundation                                                            | |